# Cryopterygius
Cryopterygius  ("aleta congelada" en idioma griego) es un género extinto de ictiosaurio oftalmosáurido que vivió en el Jurásico superior en lo que hoy es Svalbard, Noruega.

## Restos fósiles

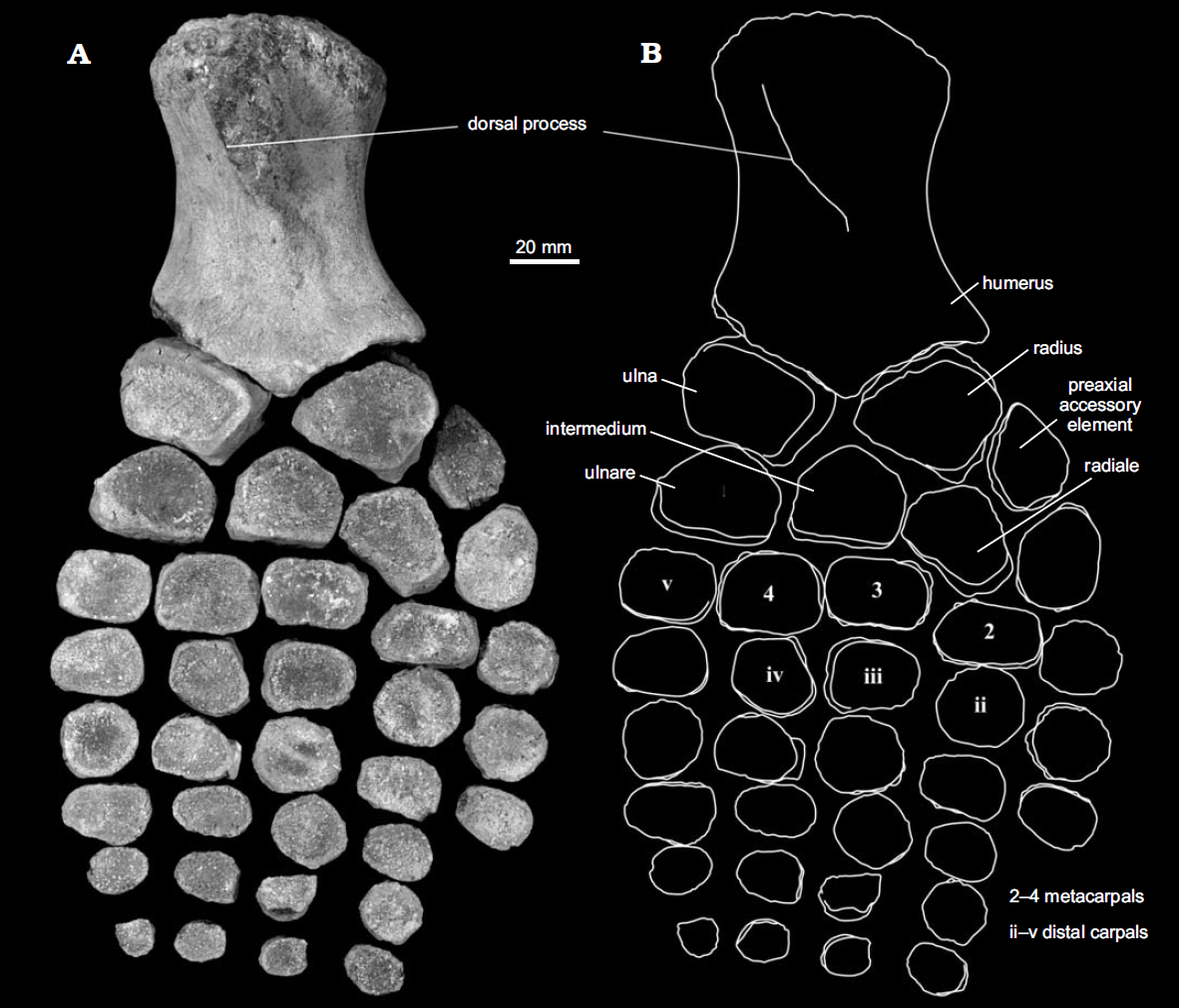
Aleta delantera de C. kielanae.

Sus restos fósiles aparecieron en 2009 en Spitsbergen, en el Miembro Slottsmøya de la Formación Agardhfjellet, y se ha datado en el Volgiano medio. El espécimen holotipo (PMO 214.578) es un animal bastante completo. Con unos 5.0–5.5 metros de longitud total, era un ictiosaurio relativamente grande.  Una segunda especie, C. kielanae, fue hallada en la Formación Kcynia del Jurásico Superior de Polonia.